# Anabel (película)
Anabel es una película de terror y misterio de 2015, dirigida por Antonio Trashorras, que a su vez la escribió, musicalizada por Miquel Coll, a cargo de la fotografía estuvo Roland de Middel y los protagonistas son Ana de Armas, Rocío León y Enrique Villén. El filme fue realizado por Norberfilms y Roxbury, se estrenó el 11 de octubre de 2015.

## Sinopsis
Anabel y sus dos compañeros de habitación quieren encontrar a alguien más para dividir el costo de la renta. Escogen a un señor de edad avanzada que se gana su confianza, pero al poco tiempo aparece una presencia rara y perturbadora.